# شاه‌پسند (سرده)
شاه‌پَسَند(نام علمی: Verbena) یک سرده از تیره شاه‌پسندیان (verbenaceae) است؛ و شامل ۲۵۰ گونه از گیاهان فصلی یا دائمی یا گل‌های نیمه چوبی است. این گل بومی اروپا و آمریکاست.
در ایران نیز این گیاه یافت میشود. نام کامل شناخته‌شده‌ترین گونه زینتی verbena hybrida و نام کامل گونه دارویی verbena officinalis است.
شاه‌پسند گیاهی است علفی. بیشتر گونه‌های شاه‌پسند پایا (چندساله) و برخی نیز یک‌ساله‌اند. این گیاه بومی ناحیه‌های گرمسیری و نیمه گرمسیری امریکاست اما امروزه در اروپا و آسیا نیز می‌روید. تاکنون حدود 200 تا 250 گونه شاه‌پسند در جهان شناسایی شده است. بیشتر گونه‌های شاه‌پسند زینتی و شماری از آن‌ها دارویی هستند. 
 ساقه شاه‌پسند چهارگوش و بلندی آن بین 20 تا 150 سانتی‌متر است. برگها معمولاً روبه‌روی هم است و در گونه دارویی، حاشیه‌ آن‌ها دندانه‌هایی عمیق و در گونه زینتی، دندانه‌هایی ریز دارد. گلها در بیشتر گونه‌ها خوشه‌ای و در برخی گونه‌ها چتری است. در انواع وحشیِ شاه‌پسند، گل‌ها کوچکتر از انواع پرورشی آن است.
  شاه‌پسند را با کاشت بذر، تقسیم ریشه و قلمه زدن زیاد می کنند. این گیاه در خاک‌های شنی با زهکش مناسب و مکان‌های آفتابی رشد خوبی دارد. با چیدن سرشاخه‌های جوان می‌توان گیاه را پرپشت و انبوه کرد.
  گونه‌های دارویی شاه‌پسند از دیرباز کاربرد درمانی داشته است. در پزشکی سنتی، از ریشه، ساقه، برگ و گل شاه‌پسند به عنوان تب‌بُر و مُلِین (نرم کننده مزاج) استفاده می شود.
گل شاه پسند دارای خواص ضد التهاب، ضد اضطراب، افزایش سلامت لثه، اثر ضد میکروبی و محافظت از قلب است.